# ATP Challenger Tunica Resorts
Das ATP Challenger Tunica Resorts (offiziell: Men’s Pro Challenger at Tunica National) war ein Tennisturnier, das von 2005 bis 2008 jährlich in Tunica Resorts, Mississippi stattfand. Es gehörte zur ATP Challenger Tour und wurde in der Halle auf Sand gespielt.

## Liste der Sieger

### Einzel
| Jahr | Sieger          | Finalgegner          | Ergebnis      |
| ---- | --------------- | -------------------- | ------------- |
| 2008 | Iván Miranda    | Carsten Ball         | 6:4, 6:4      |
| 2007 | Pablo Cuevas    | Juan Pablo Brzezicki | 6:4, 4:6, 6:3 |
| 2006 | Diego Hartfield | Mardy Fish           | 6:4, 6:4      |
| 2005 | James Blake     | Brian Baker          | 6:2, 6:3      |

### Doppel
| Jahr | Sieger                                | Finalgegner                            | Ergebnis          |
| ---- | ------------------------------------- | -------------------------------------- | ----------------- |
| 2008 | Vladimir Obradović Izak van der Merwe | Ryler DeHeart Todd Widom               | 7:65, 6:4         |
| 2007 | Paul Goldstein Donald Young           | Pablo Cuevas Horacio Zeballos          | 4:6, 6:1, [10:4]  |
| 2006 | Jeff Morrison Bobby Reynolds          | Hugo Armando Ricardo Mello             | 3:6, 7:65, [11:9] |
| 2005 | Michael Russell Dušan Vemić           | Juan Pablo Brzezicki Juan Pablo Guzmán | 7:64, 6:3         |